# ジョーダン・ボス
ジョーダン・ボス（英語: Jordan Bos、2002年10月29日 - ）は、オーストラリアとオランダのサッカー選手。オーストラリア代表。ポジションはDF。

## クラブ歴
ホッパーズ・クロッシングSCでサッカーを始め、メルボルン・シティFCの下部組織に移籍した。
2021年9月にメルボルン・シティと3年契約を締結しプロとなった
。同年11月27日の試合でスコット・ギャロウェイに代わって投入されてプロ初出場を記録した。プロ初得点は翌2022年4月6日で、ボックス外からのミドルシュートであった。翌シーズンはレギュラーとして活躍し、Aリーグ年間最優秀若手選手賞及びベストイレブンに選出された。
2023年5月16日、KVCウェステルローに4年契約で完全移籍することが発表された
。移籍金は明らかになっていないものの推定200万豪ドルで、オーストラリア国内史上最高額と推定されている。

## 代表歴
代表は年代別代表から一貫してオーストラリア代表として出場した。年代別ではAFC U-16選手権2018、AFC U23アジアカップ2022に参加した。
2023年3月28日に行われたエクアドル代表戦で代表初出場を記録した。

## 家族
オーストラリア生まれであるが、オランダの血筋を引いているため、両国籍を保有している
。